# パブロ・デ・ラ・ジャーベ
パブロ・デ・ラ・ジャーベ（Pablo de la Llave、1773年2月11日 - 1833年7月）はメキシコの神父、博物学者である。

## 略歴
当時スペイン領であったメキシコ、ベラクルス州のコルドバに生まれた。神学校（Colegio Nacional de San Juan Laterano）の教授、メキシコ大学の神学の教授となった。ヨーロッパに渡り、パリで学んだ後、マドリード自然史博物館の副館長を務めた。ホセ・モシーニョの助手として働き、1811年、1812年にメキシコへの博物学探検に参加した。1820年と1821年にスペイン議会でベラクルス州の代表を務め、メキシコが独立した後、メキシコに戻り、1924年に共和制となったメキシコの初代大統領、グアダルーペ・ビクトリアの閣僚となり、ベラクルス州の知事となった。
博物学の分野ではマルチネス（Juan José Martínez de Lexarza）とともにミチョアカン州のランの分類学的研究を行い、1824年に50以上の種を記述した著書を発表した。1831年にメキシコ国立自然史博物館の館長に指名された。1832年、1833年に鳥類に関する論文を発表しハチドリ亜科の鳥類、Amazilia tzacatl や、キヌバネドリ科の鳥類 Pharomachrus mocinno（ケツァール）などを記載した。
イノモトソウ科の植物の属名、Llavea に献名されている。